# Altes Museum
L’Altes Museum (soit « Vieux Musée » en allemand) est un des nombreux musées de l'île aux Musées à Berlin. Depuis sa restauration en 1966, il abrite la collection d'œuvres antiques (Antikensammlung) des Musées Nationaux de Berlin. Il a été appelé « musée royal » jusqu'en 1845. Il fut le premier musée public de Berlin.

## Le bâtiment

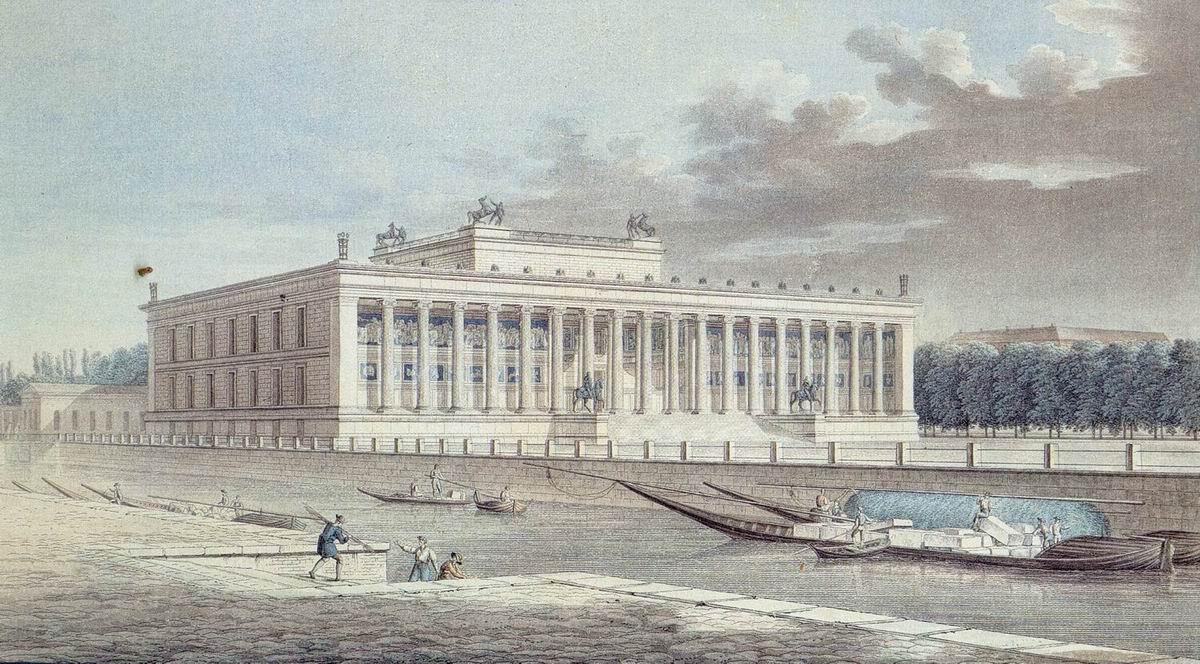
Le musée en 1830.

Le bâtiment a été construit entre 1823 et 1828 par Karl Friedrich Schinkel dans un style néoclassique, avec une imposante colonnade ionique, pour abriter la collection d'art de la famille royale prussienne. Il ouvre ses portes au public en 1830. La rotonde originale se réfère au Panthéon de Rome. Elle était invisible depuis l'extérieur car elle ne devait pas entrer en compétition avec le dôme de la cathédrale voisine. Vers la fin de la Seconde Guerre mondiale, l'Altes Museum a presque entièrement brûlé. Lors de sa restauration en 1966, le dôme fut reconstruit en forme de demi-ellipse. Le musée a rouvert en 2015 après importante rénovation. Le plus ancien musée d'Allemagne présente une sélection de ses collections d'antiquités grecques et romaines.
L'idée d'implanter un musée à Berlin date de 1797. L'objectif était de montrer au public les œuvres dissimulées dans les châteaux et de créer "une école de formation du goût". Plusieurs projets existaient mais aucun ne fut mis en œuvre en raison du conflit puis des conquêtes napoléoniennes. Comme l'a expliqué Bénédicte Savoy , le projet connut un élan définitif lors de la récupération en 1816 d'un grand nombre d’œuvres qui avaient fait l'objet d'une appropriation par les Français en vue de leur exposition au Musée du Louvre à Paris. C'est le plan conçu par Karl Friedrich Schinkel qui a été retenu par le Roi. Le bâtiment de l'Altes Museum (ancien musée) a été construit entre 1823 et 1828 face au Château par cet architecte dans un style néoclassique, avec une colonnade ionique (18 colonnes), pour abriter la collection d'art de la famille royale prussienne. Il a ouvert ses portes au public en 1830 pour le soixantième anniversaire de Frédéric Guillaume III.

## La collection
Le bâtiment a été créé à l'origine pour abriter toutes les collections d'art de Berlin. La collection d'antiquités y était conservée depuis 1904 et a été transférée vers 1942. Les pièces servirent ensuite de garde-meubles jusqu'à la fin de la Seconde Guerre mondiale. Après la reconstruction du bâtiment, les objets exposés de la collection d'antiquités y ont de nouveau été conservés. Des expositions spéciales changeantes ont eu lieu à l'étage supérieur ; d'août 2005 jusqu'à la réouverture du Nouveau Musée en octobre 2009, le Musée égyptien y a présenté ses expositions. Depuis juillet 2010, les collections étrusques et romaines sont présentées à l'étage supérieur, tandis que le rez-de-chaussée abrite la collection d'antiquités grecques. Le Vieux Musée abrite également une exposition de pièces de monnaie anciennes du Cabinet des Monnaies.

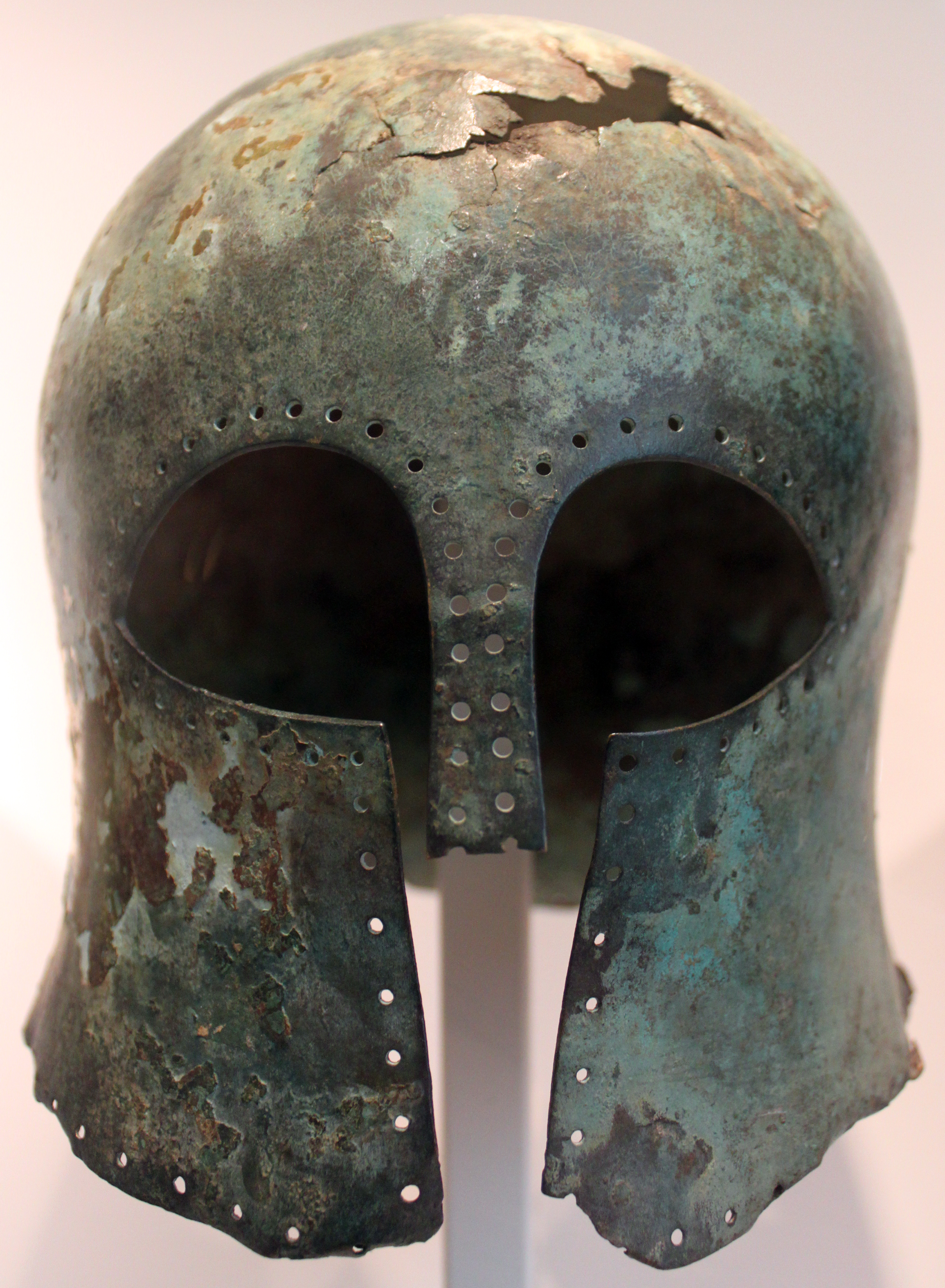
Casque de bronze grec. Vers 675-500 av. notre ère. R.-d.-chaussée : « l'Âge des héros »
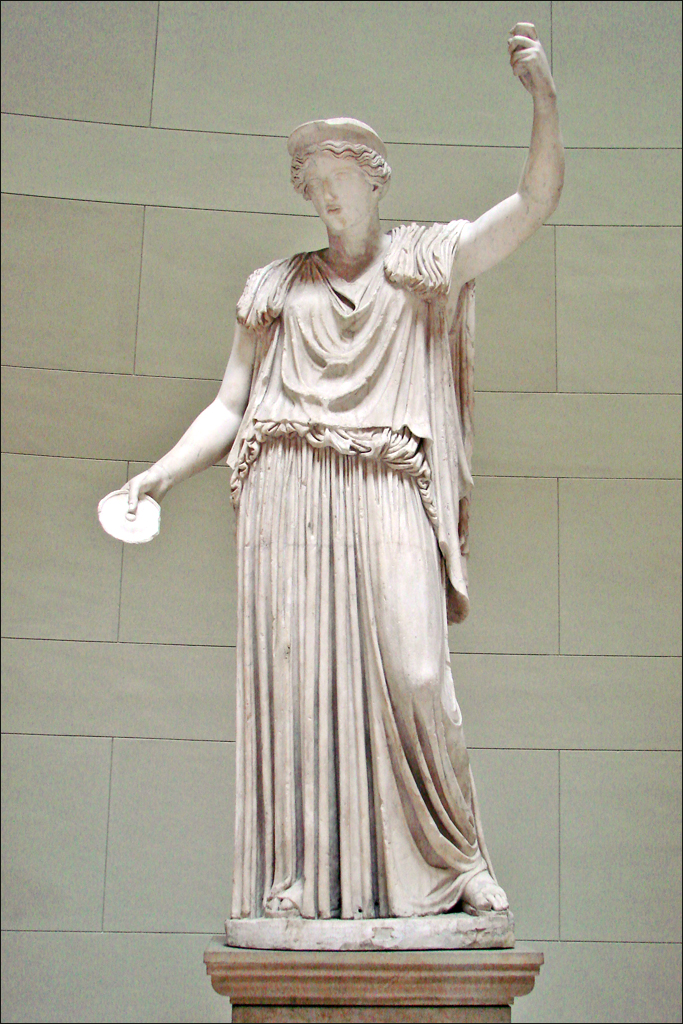
Statue d'Hera sous la rotonde de l'Altes Museum
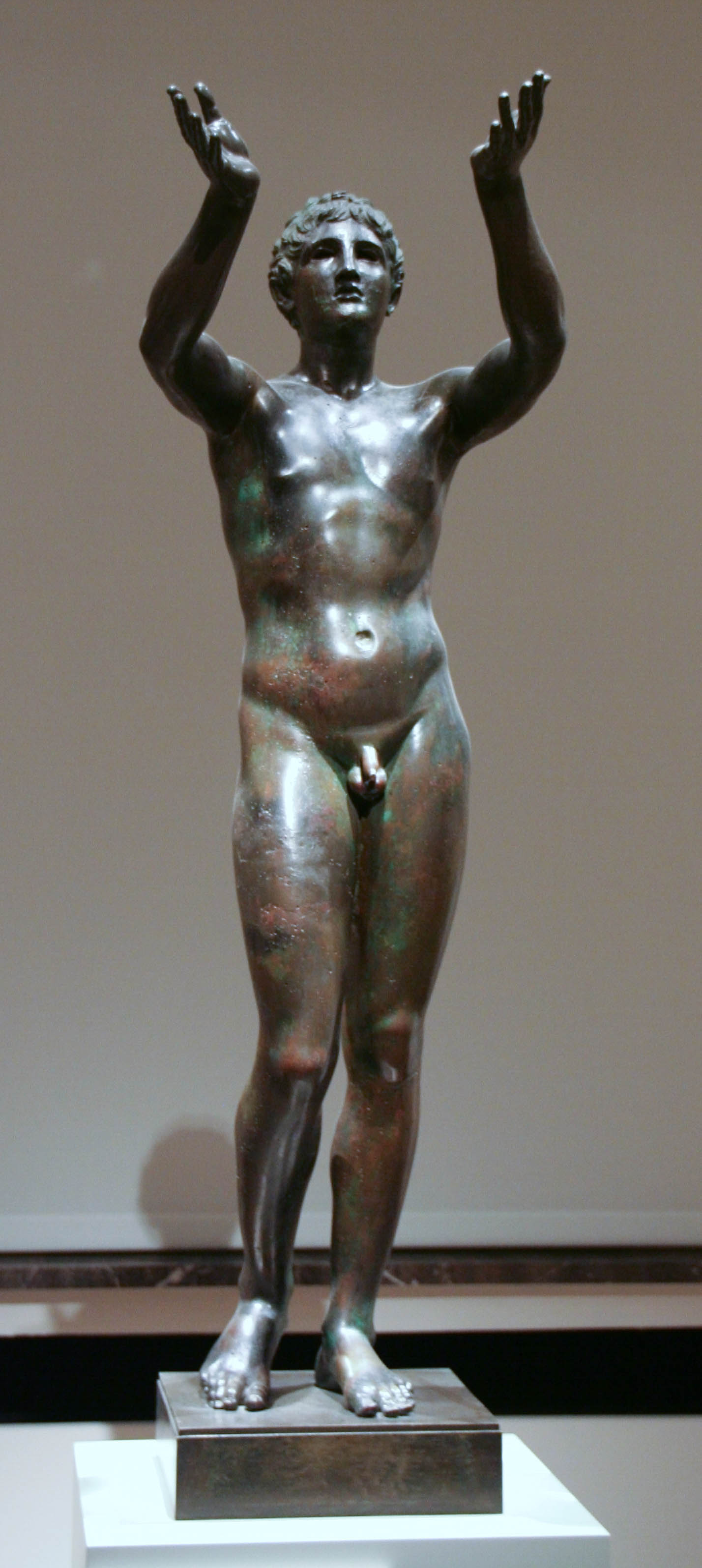
Jeune garçon[3]. Bronze original, H. 128 cm. Rhodes, 300 avant notre ère, école de Lysippe.
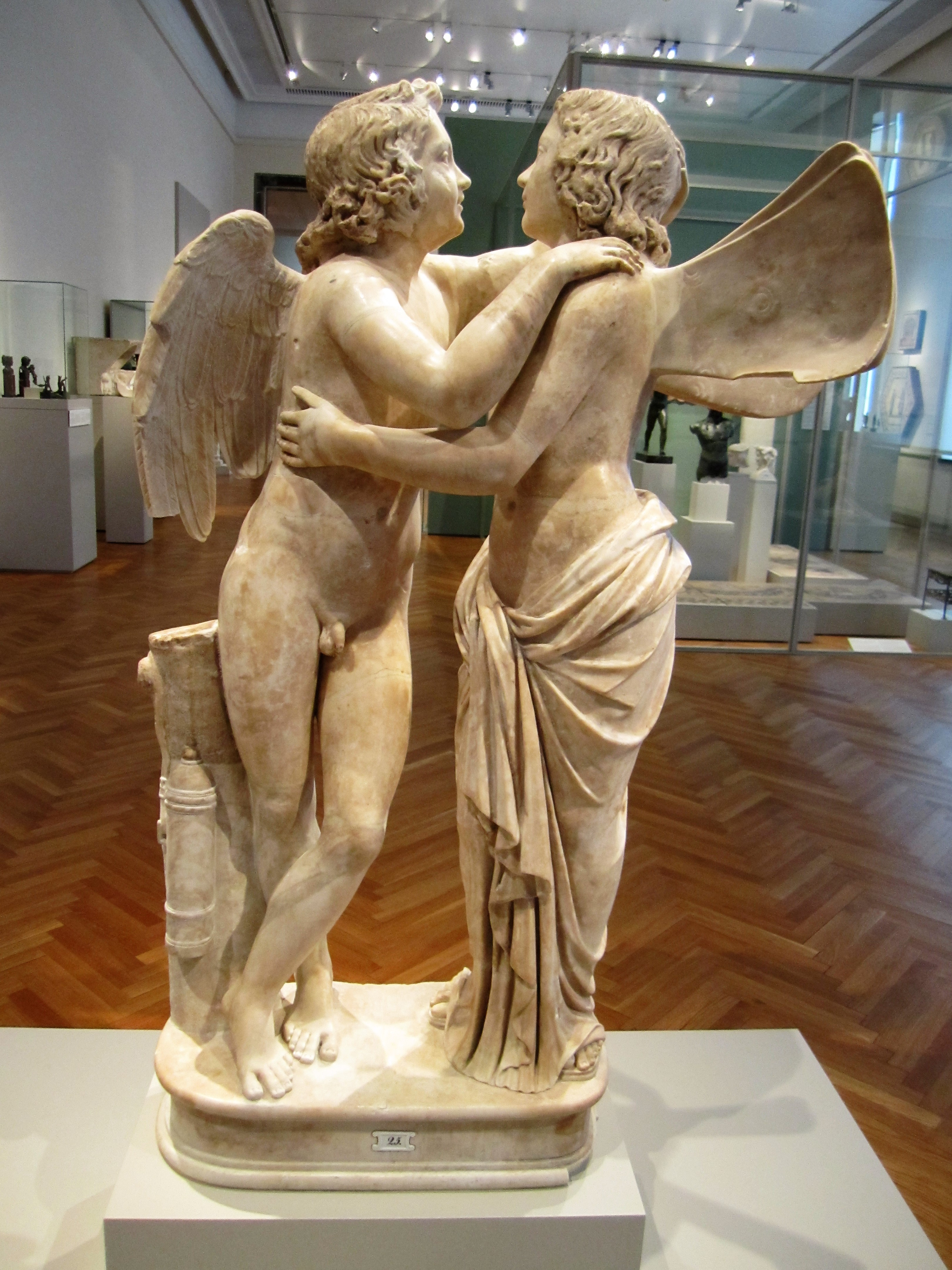
Amour et Psyché. Copie romaine, vers 150, d'après un original grec du Ier siècle avant notre ère
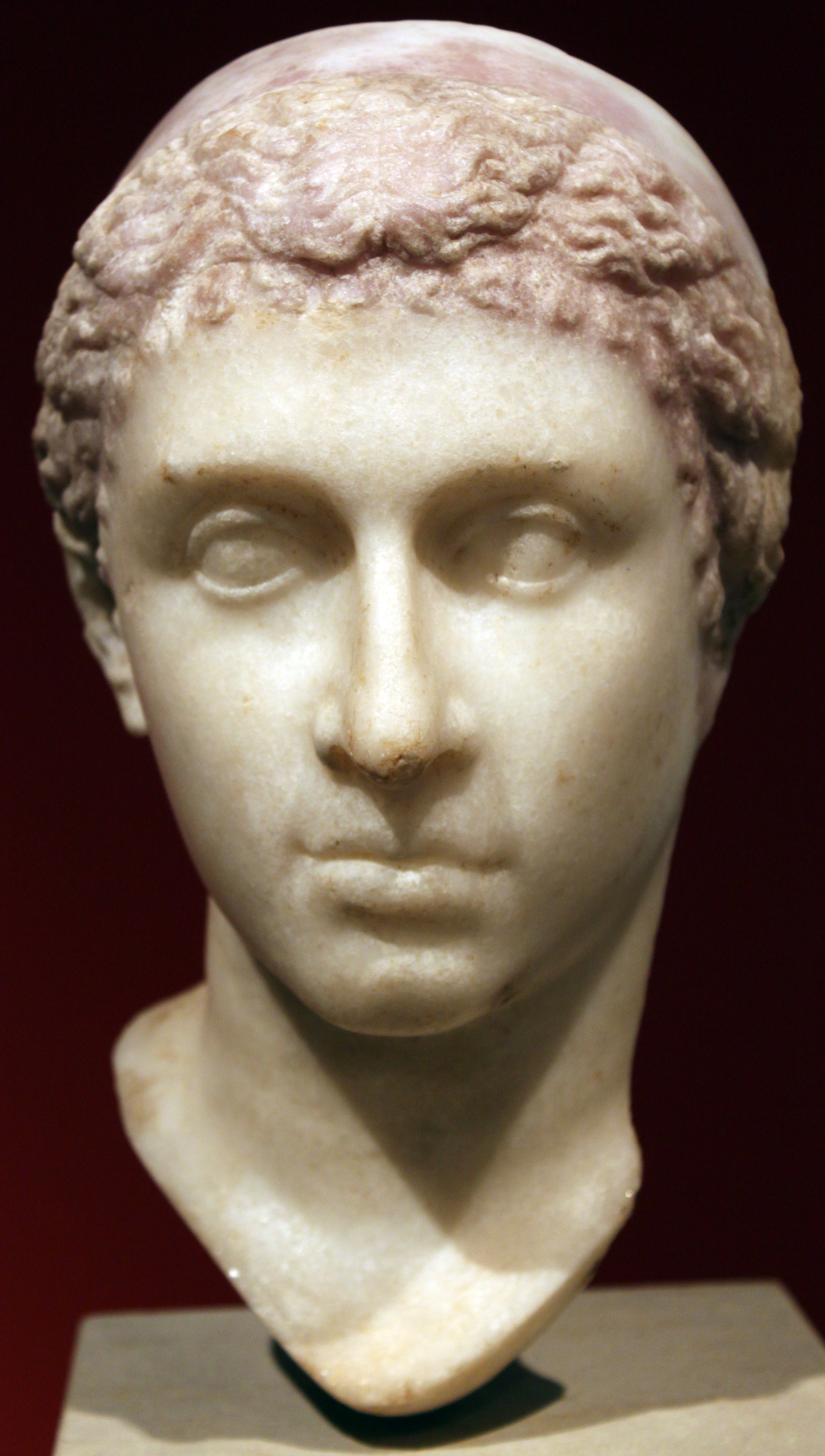
Buste de Cléopâtre VII. vers 40 avant notre ère
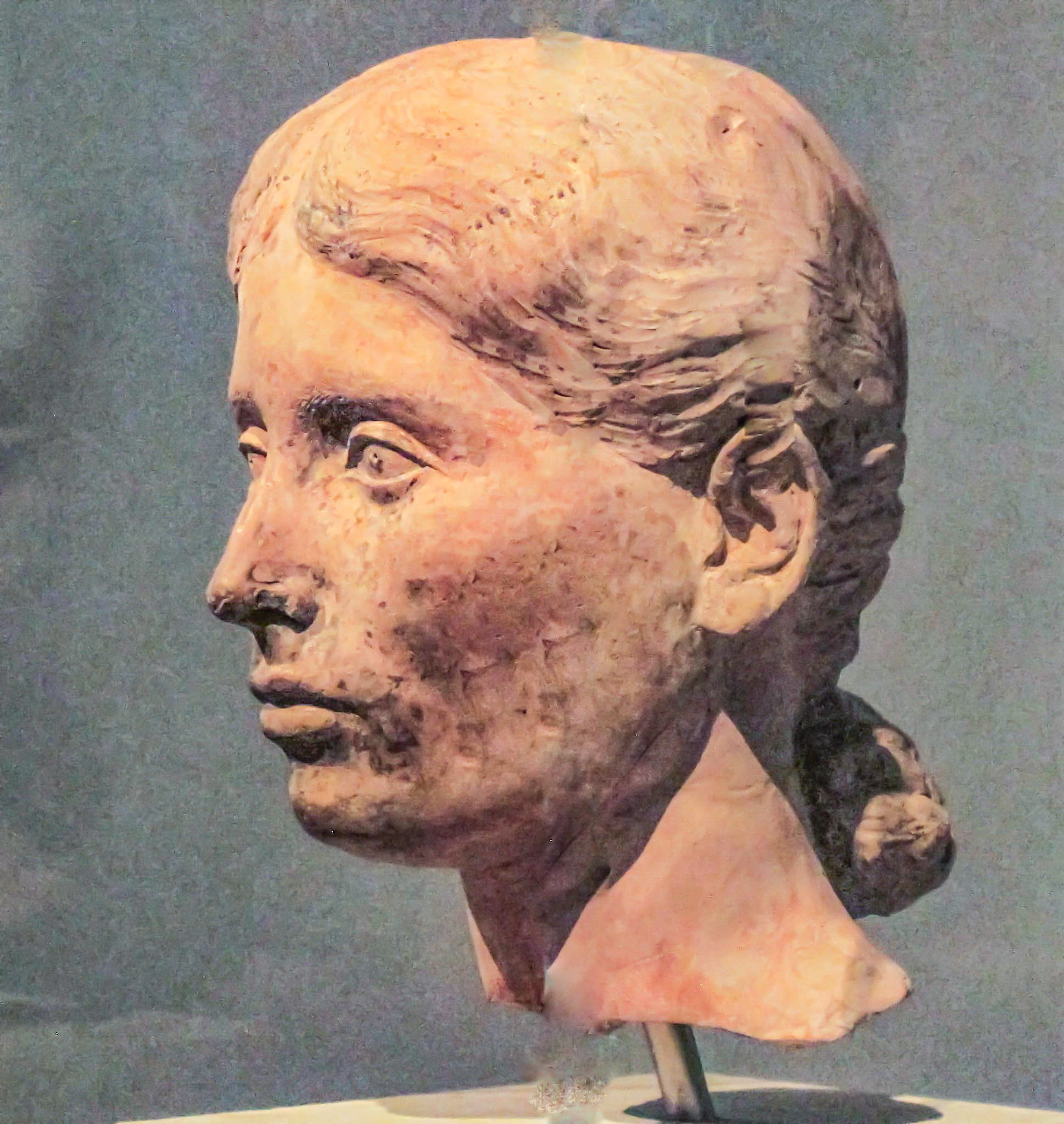
Portrait de jeune fille. Terre cuite, grandeur nature. Italie centrale (?), 30-1 av. notre ère[4].
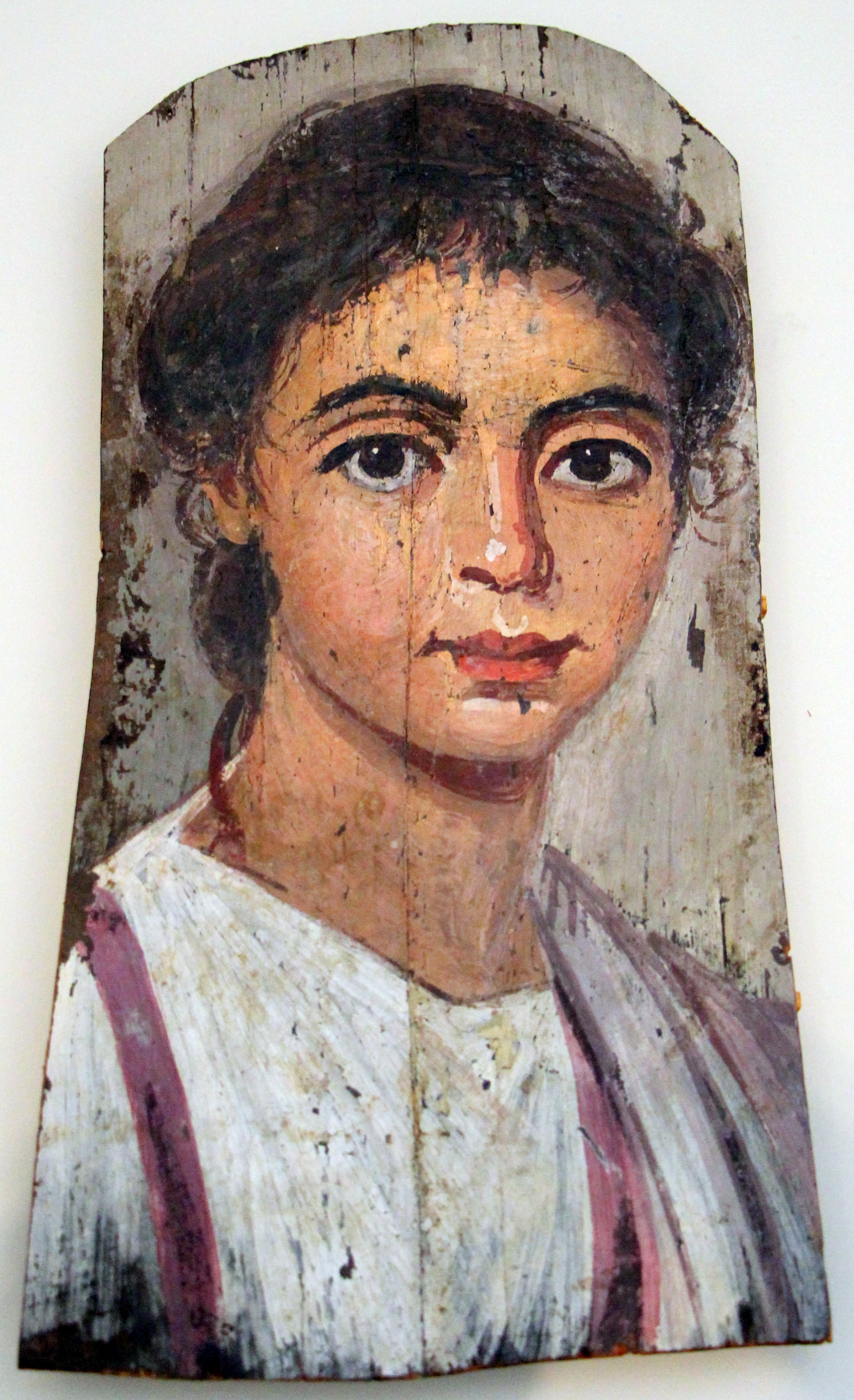
Portrait funèbre d'un garçon aux cheveux longs. Oasis du Fayoum. 100-150 de notre ère
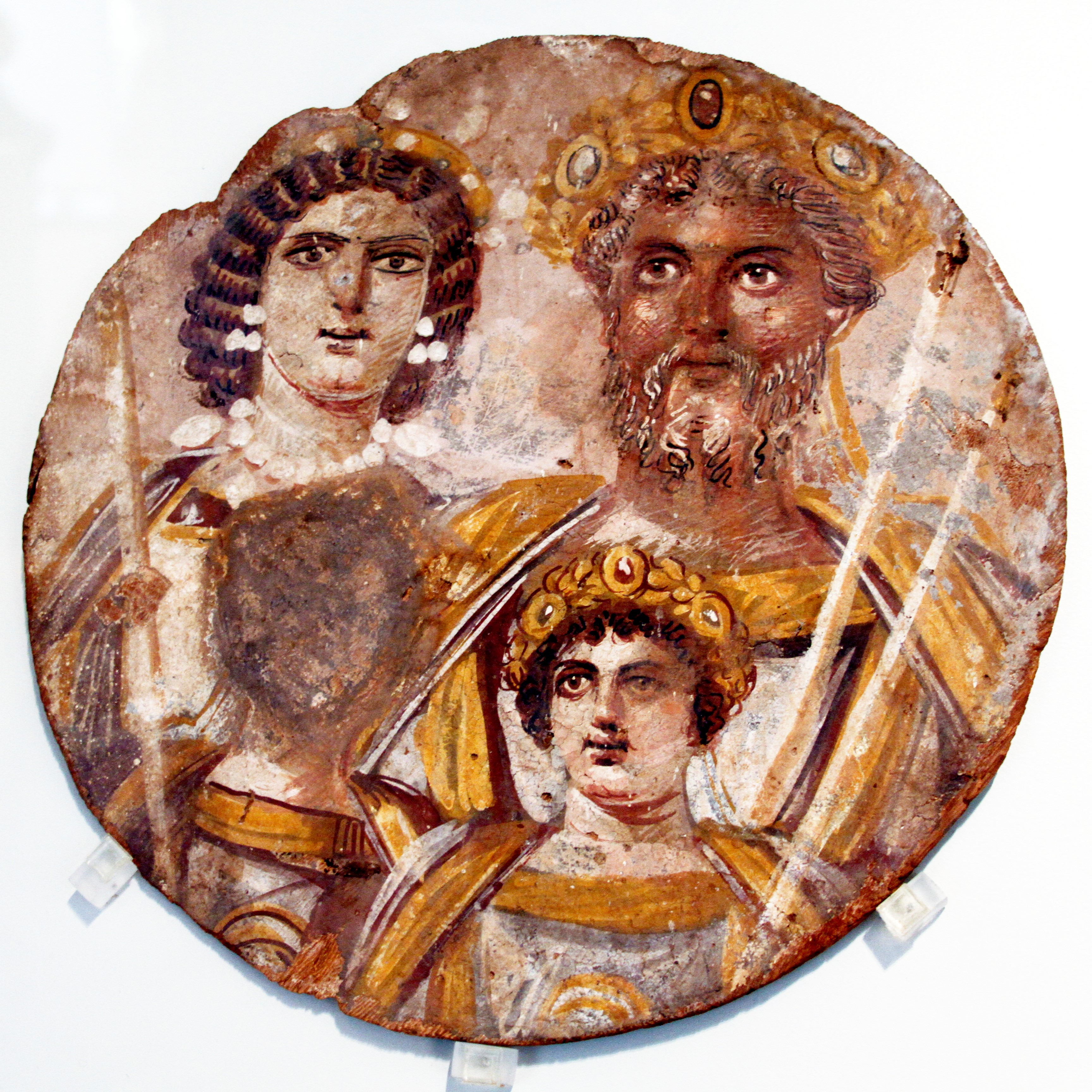
Tondo de Septime Sévère et sa famille, peinture sur panneau de bois, vers 200.